# تروسینگ
تروسینگ (به آلمانی: Trössing) یک سکونتگاه مسکونی در اتریش است که در Südoststeiermark District واقع شده‌است.

## خصوصیات
تروسینگ ۴٫۱۶ کیلومترمربع مساحت دارد ۲۶۰ متر بالاتر از سطح دریا واقع شده‌است.